# Carmelitas Misioneras
La Congregación de las Carmelitas Misioneras (en latín: Congregatio Sororum Carmelitarum Missionariarum) es una congregación religiosa católica femenina de derecho pontificio. Fue fundada entre 1860 y 1861, por el religioso español Francisco Palau y Quer. Las religiosas de este instituto posponen a sus nombres las siglas C.M.

## Historia

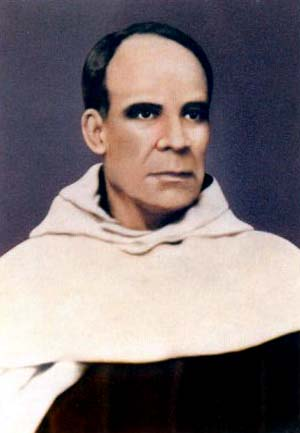
Francisco Palau y Quer (1811-1872), fundador de la congregación, es venerado como beato en la Iglesia católica.

Las Carmelitas Misioneras son fruto del proceso de búsqueda y de la experiencia interior de Francisco Palau Quer,un carmelita descalzo místico y profeta del siglo XIX.
” Siempre abierto a la pregunta existencial”
” Siempre en camino de frontera.”
” Siempre contemplativo en misión.”
Francisco Palau intuyó, comprendió y asimiló el mandamiento de Jesús en clave de Comunión: amor a Dios – amor al prójimo. Esta íntima convicción alentó su vida y su Obra: Tu amor es UNO y se llama IGLESIA. Intentan vivir la centralidad del Misterio de la Iglesia: Contemplación y anuncio de su belleza; y servicio generoso al Cuerpo Místico de Cristo. El misterio de la Iglesia es para ellas como el prisma a través del cual contemplan toda la realidad de la vida cristiana, su consagración y el compromiso de servicio a los hermanos en la historia concreta que les toca vivir.
CARMELITAS MISIONERAS … algo más que un “nombre”:
Un sueño en Francia (1840 – 1851)
Un lanzamiento Pastoral en Barcelona ( 1851…)
Una inquietud en Ibiza ( 1854 – 1860)
Una realidad en Menorca ( 1860 – 1861)
… y desde Vallcarca “Els Penitents”, paso a paso, una proyección universal (1862 – 1872).
Del contagio de la experiencia Mística (Ciudadela) y como fruto de ella, se consolidan grupos de hombres y mujeres que tratan de vivirla y compartirla con otros, dando lugar al nacimiento del Carmelo Misionero. En el año 1862 el Fundador establece dos comunidades constituidas de Hermanos y Hermanas en Barcelona (Zona de Vallcarca – “Els Penitents”). A la muerte de Francisco Palau, diez años más tarde, la Congregación de Carmelitas Misioneras era ya una realidad conformada por varias comunidades de mujeres que reúnen en si el espíritu contemplativo en misión y el estilo fraterno del Carmelo Teresiano.  Tienen a María como: Tipo y modelo de la Iglesia; Reina y Señora del Carmelo. Maestra de Virtudes y espejo en donde pueden contemplar a la Iglesia. Esta conjunción propicia muy pronto el desarrollo de un fuerte dinamismo misionero. Actualmente las Carmelitas Misioneras están extendidas en varios países de los cinco continentes.

## Actividades y presencias
Siguiendo el ideal de su fundador, las Carmelitas Misioneras se dedican a la educación, a la asistencia espiritual y a la pastoral sanitaria, mediante la atención de escuelas, casas de espiritualidad, casas para ancianos y hospitales. Con fuerte compromiso misionero, atentas al cuidado y protección de todo lo creado por medio de acciones solidarias, atentas al evangelio que impulsa a luchar por la Justicia, Paz e Integridad de la Creación (JPIC)
En 2015, la congregación contaba con unas 1600 religiosas y unas 234 casas, presentes en Argentina, Australia, Bolivia, Brasil, Camerún, Canadá, Chile, Colombia, Corea del Sur, Costa de Marfil, Costa Rica, Cuba, Ecuador, El Salvador, España, Filipinas, Francia, Guinea Ecuatorial, Guatemala, India, Indonesia, Italia, Japón, Kenia, Malaui, México, Nicaragua, Nigeria, Perú, Polonia, Portugal, Reino Unido, República Democrática del Congo, República Dominicana, Rumanía, Tailandia, Taiwán y Tanzania. La casa general se encuentra en Roma y su actual superiora general es la religiosa Lila Ramírez Montez.

## Personajes
- Francisco Palau y Quer (1811-1872), beato, religioso carmelita descalzo español, fundador de la congregación. Fue beatificado por el papa Juan Pablo II el 24 de abril de 1988.[4]
- Carmelitas misioneras mártires, beatas, religiosas de la congregación martirizadas durante la persecución religiosa en tiempos de la Guerra Civil Española. Sus nombres eran Esperanza de la Cruz (Teresa Subirá Sanjaume), Refugio de San Ángelo (María Roqueta Serra), Daniela de San Bernabé (Vicenta Achurra Gogenola) y Gabriela de San Juan de la Cruz (Francisca Pons Sardá). Fueron beatificadas por el papa Benedicto XVI el 28 de octubre de 2007.[5]
- Juana Gratias (1824-1903), religiosa francesa, hija espiritual de Palau y guía de la primera comunidad de carmelitas misioneras de Barcelona.[6]